# Gabriel dos Santos Filho
Gabriel dos Santos Filho (ur. 8 listopada 1966 w Salvador) – brazylijski duchowny katolicki, biskup pomocniczy São Salvador da Bahia (nominat).

## Życiorys
Święcenia kapłańskie przyjął 18 marca 1995 i został inkardynowany do archidiecezji São Salvador. 
4 lipca 2025 papież Leon XIV mianował go biskupem pomocniczym archidiecezji São Salvador da Bahia oraz biskupem tytularnym Altiburus.